# Руа (озеро)
Руа́ (фр. Lac de Roy) — горное озеро ледникового происхождения в Верхней Савойе на востоке Франции. Располагается на территории коммуны Таненж в округе Бонвиль.
Находится на высоте 1665 над уровнем моря между горами Флёри, Ибль и Марселли в массиве Шабле Французских Предальп.
Площадь — 3,6 га. Наибольшая глубина — 10,5 м, достигается севернее центра акватории. Прозрачность воды — 4,3 м.
С западной стороны в озеро впадает несколько пересыхающих ручьёв. Сток идёт на север в Бутиньи, правый приток реки Форон, относящейся к бассейну Роны.